# Grazer Autorinnen Autorenversammlung

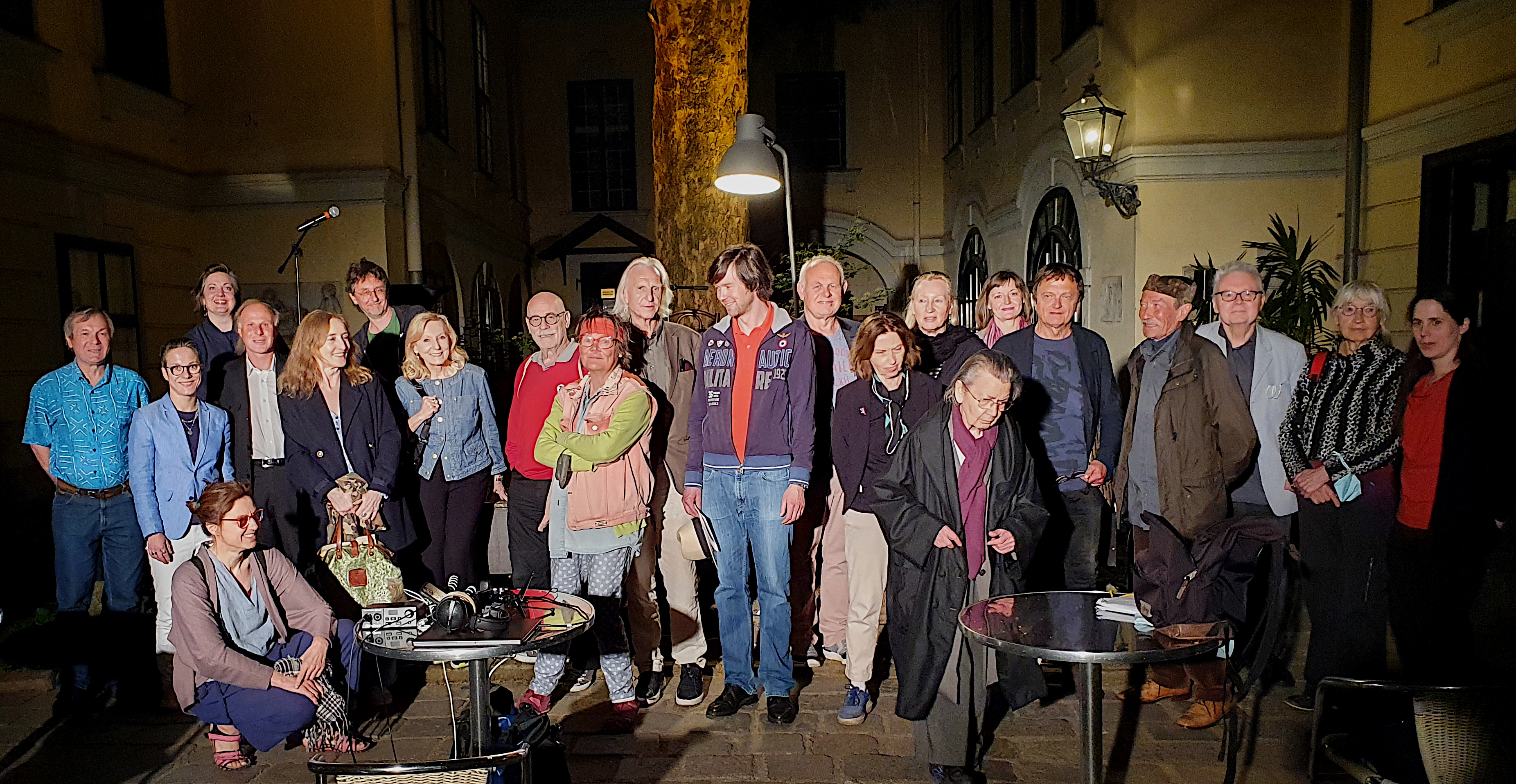
Teilnehmer der GAV Veranstaltung Lyrik im Mai 2022

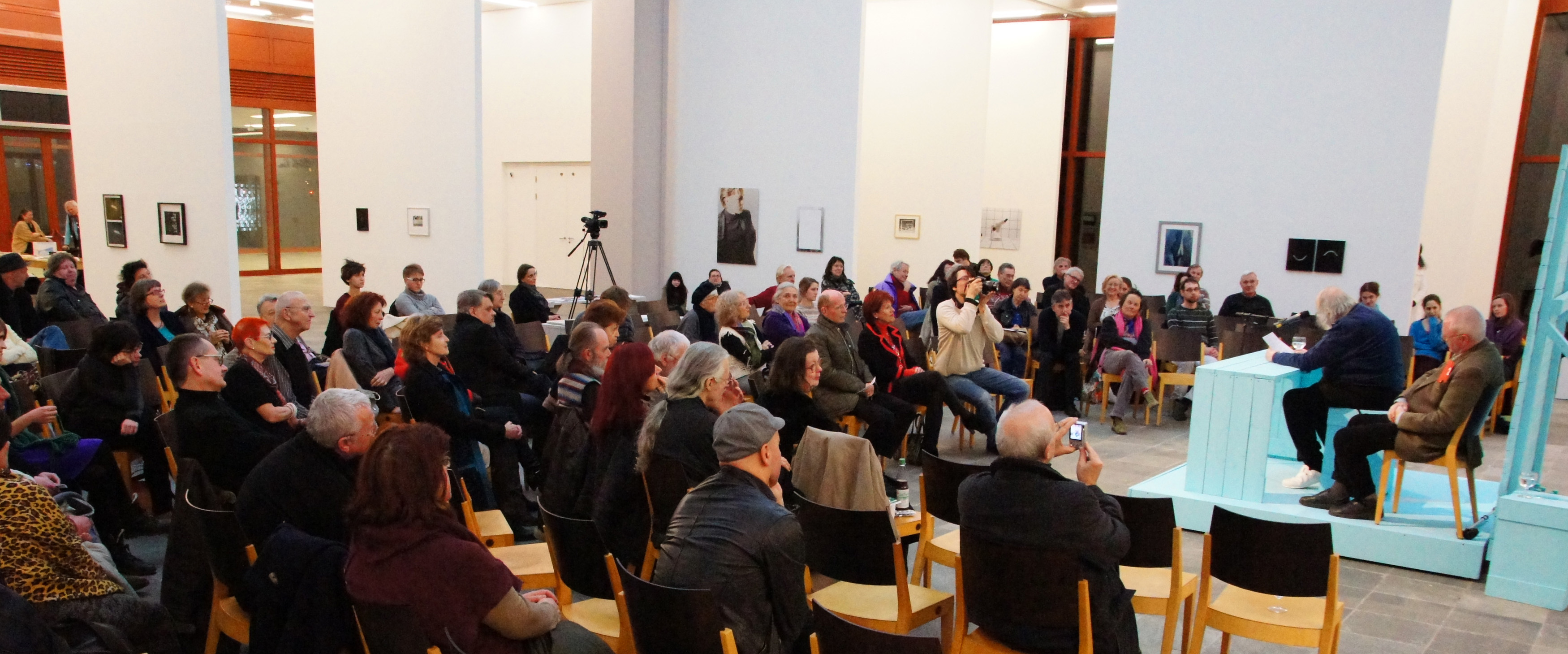
Lesung im 21er Haus mit Rolf Schwendter, Wien 2013

Die Grazer Autorinnen Autorenversammlung (GAV) ist mit über 700 Mitgliedern Österreichs größte Schriftstellervereinigung innerhalb des Dachverbandes IGÖA (Interessengemeinschaft Österreichischer Autorinnen Autoren). Sie wurde als Grazer Autorenversammlung 1973 unter anderem von Ernst Jandl, Friederike Mayröcker, Alfred Kolleritsch, Helmut Eisendle und Waltraud Seidlhofer in Graz als Alternative zum Österreichischen P.E.N. Club gegründet. Im Jahr 1975 verlegte die Vereinigung ihren Sitz nach Wien. Derzeit befindet sich das Büro der GAV im Robert-Musil-Gedenkraum in der Rasumofskygasse 20 in 1030 Wien. 2007 wurde sie offiziell in Grazer Autorinnen Autorenversammlung umbenannt.
Der Verein betätigt sich sowohl im Bereich Organisation von Literaturveranstaltungen als auch kulturpolitisch. Nach wie vor ist die Mitgliedschaft in der GAV mit der Mitgliedschaft im österreichischen P.E.N. unvereinbar. Dies beruht einerseits auf historischen Differenzen, andererseits auf deutlich verschiedenen politischen Positionen und nicht zuletzt auf einer unterschiedlichen Aufnahmepolitik. Während der P.E.N. für die Aufnahme eines neuen Mitglieds zwei Buchpublikationen voraussetzt, stellt die GAV eine Jury auf, die im Wesentlichen anhand vorliegender Texte über die Aufnahme entscheidet.
In der Vereinigung kann grundsätzlich jedes Mitglied organisatorisch tätig werden. Jährlich finden so etwa 50 Veranstaltungen statt, weiters unterstützt die GAV Kleinstveranstaltungen ihrer Mitglieder mit sogenannten Honorarzuschüssen. Die Veranstaltungen reichen von klassischen Kleingruppenlesungen zu verschiedensten Themen, über interdisziplinäre Veranstaltungen wie „Schriftlinien“ (Schwerpunkt transmediale Poesie, organisiert von Günter Vallaster) oder „Text & Film“, über den „Tag der Freiheit des Wortes“ (Jahrestag der Bücherverbrennung am 10. Mai) bis zur alljährlichen Lyriklesung „Lyrik im März“, bei der bis zu 30 Mitglieder an einem Abend lesen. Jedes Jahr im November gedenkt die GAV ihrer verstorbenen Mitglieder im Rahmen der Veranstaltung „In Memoriam“ (Organisation: Karin Ivancsics).
Seit dem Jahr 1988 gibt es neun Regionalgruppen, die in allen Bundesländern (außer Wien) und in Südtirol autonom Lesungen organisieren, wie unter anderem die Jahreslesungen der GAV Steiermark, die Reihe „ZWISCHEN DEN ZEILEN – Lesungen und Werkstattgespräche“ im Burgenland und, jährlich alternierend, „Texte gegen Rechts“ und „Zur Lage“ der GAV Oberösterreich.
Dem gewählten Vorstand gehören im Jahr 2023 an: Ilse Kilic (Präsidentin), Patricia Brooks (Vizepräsidentin, Regionaldelegierte Niederösterreich), Martin G. Wanko (Vizepräsident, Regionaldelegierter Steiermark), jopa jotakin (Geschäftsführung), Magdalena Knapp-Menzel (Kassierin), Nikolaus Scheibner (Kassier), Erika Kronabitter (Regionaldelegierte Vorarlberg), Dominika Meindl (Regionaldelegierte Oberösterreich), Christa Nebenführ, Jörg Piringer, Doron Rabinovici, Herbert Christian Stöger, Jörg Zemmler (Regionaldelegierte Südtirol).
Weiters sind folgende Regionaldelegierte im Vorstand: Martin Fritz (Tirol), Christoph Janacs (Salzburg), Elke Steiner (Burgenland), Josef K. Uhl (Kärnten)
Petra Ganglbauer wurde im Oktober 2013 in der Nachfolge des verstorbenen Präsidenten Rolf Schwendter zur Präsidentin gewählt und 2015 sowie 2017 in diesem Amt bestätigt. Im Jahr 2019 wurde Ilse Kilic als ihre Nachfolgerin gewählt und 2021 sowie 2023 in diesem Amt bestätigt. Die Geschäftsführung wird seit Oktober 2019 von jopa jotakin ausgeübt.